# Eddermys Sanchez
Eddermys Sanchez (ur. 25 marca 1980) – belizeński judoka kubańskiego pochodzenia. Olimpijczyk z Londynu 2012, gdzie zajął siedemnaste miejsce w wadze półlekkiej.

## Letnie Igrzyska Olimpijskie 2012
| Konkurencja | Eliminacje             | Klas. końcowa |
| Konkurencja | Przeciwnik I           | Miejsce       |
| ----------- | ---------------------- | ------------- |
| 66 kg       | Miklós Ungvári (HUN) P | 17.           |